# Dobrnje
Dobrnje (en serbe cyrillique : Добрње) est un village de Serbie situé dans la municipalité de Petrovac na Mlavi, district de Braničevo. Au recensement de 2011, il comptait 537 habitants.

## Démographie

### Évolution historique de la population
| 1948  | 1953  | 1961  | 1971  | 1981  | 1991 | 2002 | 2011 |
| ----- | ----- | ----- | ----- | ----- | ---- | ---- | ---- |
| 1 172 | 1 189 | 1 170 | 1 079 | 1 030 | 953  | 643  | 537  |

|  |